# Nikon 1 J3
Le Nikon 1 J3 est un appareil photographique hybride grand public commercialisé par Nikon en février 2013.